# NGC 6581
NGC 6581 (również IC 1280 lub PGC 61549) – zwarta galaktyka (C), znajdująca się w gwiazdozbiorze Herkulesa. Odkrył ją Édouard Jean-Marie Stephan 1 lipca 1870 roku.